# Pilatoporus
Pilatoporus là một chi nấm thuộc họ Fomitopsidaceae.